# Вставки
«Вставки» (англ. Inserts) — американо-британский художественный фильм, снятый в 1975 году режиссёром Джоном Байрамом с Ричардом Дрейфусом, Джессикой Харпер и Бобом Хоскинсом в главных ролях.

## Сюжет
Некогда известный кинорежиссёр по прозвищу Чудо-Парень после смерти друга оказывается не в состоянии вернуться в профессию. Его нынешний удел — съёмка дешёвых порнографических роликов на домашней студии.
Сюжет основан на судьбах актёров и режиссёров, в начале 1930-х годов, с возникновением звукового кино оставшихся не у дел и были вынуждены перейти к производству порнографии. Название фильма взято из термина с двойным смыслом, относящегося как к технике кино, так и к половому акту. Он был снят как одноактный спектакль в режиме реального времени.

## В ролях
- Ричард Дрейфус — Чудо-парень
- Джессика Харпер — Кэти Кейк
- Вероника Картрайт — Харлин
- Боб Хоскинс — Большой Мак
- Стивен Дэвис — Рекс

## Критика
На агрегаторе рецензий Rotten Tomatoes рейтинг одобрения составляет 64 % на основе 11 обзоров со средней оценкой 6,1 из 10.
Роджер Эберт дал фильму 2,5 звезды из возможных 4, отметив, что диалоги были высокопарны и не вполне убедительны, но игра Дрейфуса и Картрайт возымела свой эффект и дала повествованию определённый шарм.
Винсент Кэнби из The New York Times охарактеризовал «Вставки» как жёсткую комедию, в целом положительно оценив игру актёров и режиссёрский дебют Байрама.